# Александро-Невский Покровский монастырь
Монастырь в честь благоверного князя Александра Невского и Покрова Пресвятой Богородицы — женский монастырь в Новосибирской и Бердской епархии Русской Православной Церкви, расположенный в посёлке Колывань Новосибирской области. Один из двух женских монастырей в Новосибирской области.
На территории монастыря расположена церковь во имя Святого Благоверного князя Александра Невского (улица Калинина, 22). При храме действует воскресная школа, в которой обучаются дети прихожан и сироты из местной школы-интерната.

## История
Монастырь был создан трудами и заботами епископа Новосибирского и Барнаульского Тихона (Емельянова), который, прибыв на Новосибирскую кафедру в 1990 году, проявил заботу об устройстве монастыря для монашествующих при Вознесенском кафедральном соборе. После долгих поисков выбор пал на Колывань, бывший купеческий город, игравший в XIX веке значительную роль в Сибири.
Патриарх Московский и Всея Руси Алексий II 16 мая 1991 года посетил Колывань и освятил камень, заложенный в фундамент, как первоначально предполагалось, мужского монастыря. Здесь должны были разместиться иконописные мастерские и свечной завод.
Решением Священного Синода от 19 июля 1992 года монастырь был открыт. 11 августа 1992 года ностоятельницей монастыря была назначена игуменья Надежда (Ерёмина).
В 1993—2000 годы монастырь активно развивался: были построены трапезная, швейная мастерская, монастырская ограда, хозяйственный двор. При монастыре устроено приусадебное и животноводческое хозяйство, имеются пахотные земли. Под келейный корпус было переоборудовано возвращённое монастырю здание XIX века в котором располагалась церковно-приходская школа. При монастырском храме действует воскресная школа (обучаются дети прихожан и сироты из колыванского интерната).
В 2004 году в монастыре была построена водосвятная часовня в честь царственных страстотерпцев, Новомучеников и исповедников Российских.
В 2005 году в монастыре было 25 сестёр вместе с послушницами.

## Собор Александра Невского
Монастырским собором стал храм во имя благоверного князя Александра Невского, построенный в Колывани в 1882—1887 на деньги купца 2-й гильдии Кирилла Кривцова в память убиенного 1 марта 1881 года Александра II, освящена 4 декабря 1887 года.
После революции 1917 года церковь была закрыта в 1934 году, вновь открыта в 1946 году и окончательно закрыта в 1962 году. В 1968 году было начато её разрушение: снесли купола и звонницу храма. Позднее было утрачено внутреннее убранство, включая полы и лестницы. В разрушенном состоянии храм находился 20 лет. В 1990 году церковь была возвращена Русской православной церкви и было начато её восстановление. Собор был освящён в 1992 году (главный престол во имя Александра Невского, второй престол — в честь праздника Покрова Пресвятой Богородицы).
Территория церкви занимает прямоугольный, отгороженный кирпичным забором участок, кратный размерам кварталов регулярного плана.
Церковное здание сложено из красного кирпича. Стены здания, опирающиеся на бутовый фундамент, сложены на известковом растворе и побелены белой известью. Цоколь облицован квадратами известняка местного происхождения.
Композиция плана церкви восходит к типу «трапезных». Восьмигранный основной объём церкви и колокольня высотой 27 метров связаны по линии восток-запад в одно здание трапезной. В целом по пластике фасадов и декоративному убранству церковь считают примером эклектики второй половины XIX века, характеризующейся заимствованием форм из архитектуры XVII века, а также византийского и древнерусского зодчества.
На территории церкви находится братская могила 22 сторонников советской власти, ставших жертвами крестьянского восстания 6 июля 1920 года.

## Настоятельницы
- игуменья Надежда (Ерёмина) (11 августа 1992 — 16 мая 2023)
- монахиня Мария (Гурвич) (с 16 мая 2023 года)

## Чтимые иконы и святыни храма
- Икона святого благоверного князя Александра Невского в схиме с частицей мощей;
- Икона Пресвятой Богородицы — Игумений святой горы Афонской;
- Икона святителей Иннокентия Иркутского, Тихона, Патриарха Московского и Луки Симферопольского с частицей мощей;
- Икона преподобных Силуана и Гавриила Афонских с частицами мощей;
- Икона преподобной Александры первоначальницы Дивеевской с частицей мощей;
- Икона блаженного Иоанна Тульского с частицей мощей;
- Ковчежец с мощами многих святых;
- Крест с частицей Животворящего Древа Христова.